# Deutsch-Französisches Gymnasium in Saarbrücken
Das Deutsch-Französische Gymnasium in Saarbrücken (französisch Lycée Franco-Allemand de Sarrebruck) (kurz: DFG-LFA) ist eine am 25. September 1961 gegründete deutsch-französische Schule in Saarbrücken. Das Gymnasium hat 1076 Schüler, die von 91 Lehrern unterrichtet werden.

## Geschichte

### Lycée Maréchal Ney
Das Saarland befand sich nach dem Zweiten Weltkrieg zunächst unter französischer Besatzung und wurde 1947 ein teilautonomes Land unter dem Protektorat Frankreichs. Dies machte die Einrichtung einer französischen Schule notwendig. Am 1. Dezember 1945 wurde das Collège (du) Maréchal Ney in Saarbrücken gegründet. Benannt wurde es nach Michel Ney, einem Marschall unter Napoleon. Zunächst nur für französische Schüler vorgesehen, öffnete die Schule im Zuge eines Erlasses über die Erfüllung der Schulpflicht am 5. Februar 1946 die Pforte auch für deutsche Schüler. Bereits 1947 waren von den 512 Schülern 192 saarländisch. Zunächst handelte es sich um eine École primaire nach französischem Schulsystem und bezog ihren Platz in der Schillerstraße (heute: Bismarckstraße). Als einzige französische Schule im Saarland wurde sie anschließend zum Gymnasium umgebaut und am 1. August 1947 in Lycée Maréchal Ney umbenannt. Einen Monat später wurde es zum Lycée français à l'étranger (Französisches Gymnasium im Ausland).
Ein eigenes Gebäude entstand zwischen 1949 und 1954 nach den Plänen des Architekten Pierre Lefèvre, eines Schülers von Le Corbusier. Am 7. November 1949 wurde der noch im Bau befindliche Neubau in der Saarbrücker Halbergstraße von Johannes Hoffmann und Gilbert Grandval eröffnet. Bereits 1952 hatte die Schule 1620 Schüler, wobei die saarländischen mit 860 mehr als die Hälfte ausmachten. Nach der Ablehnung des Saarstatuts fiel das Saarland 1956 zurück an die Bundesrepublik Deutschland. Die Schule war von Schließung bedroht. 1959 begannen Verhandlungen über die Einrichtung einer binationalen Schule.

### DFG-LFA
Das Deutsch-Französische Gymnasium wurde am 25. September 1961 eröffnet. Die Schule sollte als Zeichen der Völkerverständigung dienen, hatte aber zu Beginn mit Problemen zu kämpfen. Bis 1972 handelte es sich im Prinzip um eine Kooperation zweier weiterführender Schulen mit unterschiedlichen Bildungszielen. Man begann zunächst die Lehrpläne aneinander anzupassen. 1972 trat das Abkommen über die Errichtung deutsch-französischer Gymnasien und die Schaffung eines deutsch-französischen Abiturs sowie die Bedingungen für die Zuerkennung des Abiturzeugnisses vom 10. Februar 1972 in Kraft, die die Grundlage für ein gemeinsames Abitur bildeten. Im Juni 1972 wurde das gemeinsame Abitur erstmals abgelegt. 1977 folgte die Anerkennung als staatliche Schule. Seit 1992 ist der Regionalverband Saarbrücken Schulträger.
Zwischen 1987 und 1991 wurde das Gebäude grundlegend renoviert.
Nach dem Vorbild des Saarbrücker Gymnasiums entstanden in der Folge die beiden Schulen DFG Freiburg in Freiburg im Breisgau (1972) und das LFA-Buc in Versailles (1982). Für das Schuljahr 2020/21 ist die Eröffnung eines weiteren Deutsch-Französisches Gymnasium in der Hansestadt Hamburg vorgesehen.

## Schulsystem
Die Deutsch-Französischen Gymnasien führen am Ende der Jahrgangsstufe 12 zum Deutsch-Französischen Abitur. Der Weg dorthin unterteilt sich in Sekundarstufe I und Sekundarstufe II.

### Sekundarstufe I
5. Klasse: Orientierungsphase

Die Aufnahme von Schülern aus deutschen Grundschulen erfolgt in Klasse 5. Als erste Fremdsprache ist Französisch Pflicht und wird mit acht Wochenstunden unterrichtet. Ansonsten sind die Lehrpläne mit denen anderer weiterführender Schulen der entsprechenden Bundesländer identisch. Schüler aus französischen Grundschulen kommen erst in Klasse 6 dazu, da die französische Grundschule 5 Jahre umfasst.
6. bis 9. Klassen
Ab der 6. Klasse werden deutschsprachige und französischsprachige Klassen getrennt geführt, wobei schon ab Klasse 6 in bestimmten Fächern deutsch-französische Lerngruppen gebildet werden, beispielsweise in Kunst, Musik und Sport. Ab der 6. Klasse wird als zweite Fremdsprache Englisch eingeführt, in der 8. Klasse lernen die Schüler eine weitere Fremdsprache (Spanisch oder Latein). Ein Wechsel zu einem anderen Gymnasium ist weiterhin möglich. Ab Klassenstufe 8 erhöht sich der Anteil der deutsch-französisch integrierten Lerngruppen.
Besondere Aktivitäten:
- Verstärkter deutsch-französischer Schüleraustausch
- Alle Arbeitsgemeinschaften, Projekte und Schullandheimaufenthalte finden in deutsch-französischen Gruppen statt.

### Sekundarstufe II
10. bis 12. Klasse: Seconde bis Terminale
Die Oberstufe ist nicht, wie in Deutschland üblich, in Leistungskurse unterteilt, sondern besteht aus drei Zweigen: einem sprachlich-philosophischen Zweig L, einem mathematisch-naturwissenschaftlichen Zweig S und einem wirtschaftswissenschaftlichen Zweig ES. Es wird ausschließlich in integrierten deutsch-französischen Klassen unterrichtet, wobei die Hälfte der Fächer auf Deutsch, die andere Hälfte auf Französisch unterrichtet werden.
- Zweig L: Schriftliche Prüfungsfächer: Deutsch, Französisch, Englisch, Philosophie, Mathematik. Weitere Pflichtfächer: Geschichte, Geographie, Sozialkunde, Biologie, Sport, Religion/Ethik, in der 10. Klasse auch Physik und Chemie
- Zweig S: Schriftliche Prüfungsfächer: Deutsch, Französisch, Mathematik, Naturwissenschaft (Physik oder Biologie und Chemie). Weitere Pflichtfächer: Englisch (ab der 11. Klasse Wahlfach), Geschichte, Geographie, Sozialkunde, Sport, Religion/Ethik. Nach der 10. Klasse teilt sich dieser Zweig in SMP (Schwerpunkt Mathematik und Physik) und SBC (Schwerpunkt Mathematik, Biologie und Chemie) auf.
- Zweig ES: Schriftliche Prüfungsfächer: Deutsch, Französisch, Mathematik,  Wirtschafts- und Sozialwissenschaften. Weitere Pflichtfächer: Geschichte, Geographie, Sozialkunde, Sport, Philosophie/Ethik, in der 10. Klasse auch Biologie.[8]

Neben den genannten Pflichtfächern können weitere fakultative Fächer gewählt werden: weitere Fremdsprachen, Kunst und Musik, Informatik.
Besondere Aktivitäten:
- Deutsch-französische Studienfahrten und Projekte mit europapolitischen oder naturwissenschaftlichen Schwerpunkten
- Förderung der interkulturellen Kompetenz

### Abitur
Das deutsch-französische Abitur ist ein Zentralabitur der drei (bald vier) deutsch-französischen Gymnasien. Mit dem deutsch-französischen Abitur erwerben die Schülerinnen und Schüler sowohl die Allgemeine Deutsche Hochschulreife als auch das französische Baccalauréat. Die Studierenden sparen eine eventuell anfallende Sprachprüfung.
Die Prüfungsnote setzt sich aus den Vornoten, erworben im 11. bis 12. Schuljahr, und den Abiturprüfungen zusammen. Die Abiturprüfung gliedert sich in eine schriftliche und eine mündliche Prüfung. Obligatorisch sind die Prüfungen in Muttersprache (4,5 Stunden) und Partnersprache (4 Stunden). Die restlichen schriftlichen Prüfungen gliedern sich nach Zweig:
- Zweig L: Zwei Prüfungen zur Auswahl aus den Fächern Philosophie (4 Stunden), Englisch (3 Stunden), Mathematik (3 Stunden)
- Zweig S:
SMP: Mathematik (4 Stunden), Physik (3 Stunden)
SBC: Mathematik (4 Stunden), Wahl zwischen Biologie (3 Stunden) oder Chemie (3 Stunden)
- Zweig ES: Wirtschafts- und Sozialwissenschaften (4 Stunden), Mathematik (4 Stunden)

In der Partnersprache, d. h. Französisch für die deutschen und Deutsch für die französischen Schüler, muss zusätzlich eine mündliche Prüfung abgelegt werden. Durch fakultative Prüfungen in Wahlfächern kann die Note verbessert werden.
Das Abitur wird bestanden, wenn der Schüler nach möglichen mündlichen Nachprüfungen (Noten zwischen 5,0 und 6,5 Punkten) einen Durchschnitt von mindestens 6,0 Punkten haben. Durchgefallen ist, wer vor den mündlichen Prüfungen unter 5,0 Punkten liegt oder nach den mündlichen Prüfungen eine Note schlechter als 6,0 Punkte hat.

## Schulalltag
Die als Begegnungsschulen konzipierten Einrichtungen verbinden die Schulsysteme beider Länder. So wurde der DFG-eigene Lehrplan unter Berücksichtigung sowohl des französischen als auch des deutschen Schulsystems konzipiert. Das Schuljahr ist in Trimester eingeteilt und umfasst daher drei Zeugnisse im Jahr. Die Noten sind den Europaschulen nachempfunden und teilen sich folgendermaßen auf:
- 9-10 – Sehr gut
- 8 – Gut
- 7 – Befriedigend
- 6 – Ausreichend
- 4-5 – Mangelhaft
- 1-3 – Ungenügend

## Schulleitung
Die Schulleitung setzt sich aus einem deutschen Rektor und einem französischen Konrektor zusammen. Das Amt haben derzeit Stefan Hauter (seit Schuljahr 2020/2021, davor Hans Bächle) und Élisabeth Lévèque-Lallemand (seit Schuljahr 2024/2025) inne.

## AGs
Angeboten werden verschiedene AGs, die normalerweise nachmittags stattfinden. Dazu gehören (Stand: Schuljahr 2019/20):
- Schulorchester, Unterstufenchor und Schulband
- Theater-AG
- das sogenannte „Créatelier“, eine Kreativwerkstatt in Französisch
- eine Mathewerkstatt
- Rechtschreib-AG
- Umwelt-AG
- Sport-AGs (Badminton, Tischtennis, Basketball, Fußball, Rugby, Hip-Hop)
- Kino-AG
- Robotik-AG
- Englisch-AG (für Klasse 5)
- Schach-AG
- Sophrologie
- Schulgarten
- Hochbegabtengruppe
- UNICEF
- Italienisch

Zudem kann man sich an der Schule zum Streitschlichter (Mediator) sowie zum Schulsanitäter ausbilden lassen. Eine aus Schülern gebildete Redaktion gibt seit 1996 in unregelmäßigen Abständen die Schülerzeitung C’est La Vie heraus. Daneben existiert ein eigenes Webzine, das Schülermagazin Camäléon.

## AGIR
Das Aktionsbündnis gegen Intoleranz und Rassismus (AGIR), früher Aktionsgemeinschaft für Integration und Respekt, ist eine antirassistische und antiextremistische Organisation, welche sich am 5. Januar 2015 anlässlich der Gründung der PEGIDA e. V. innerhalb der Schulgemeinschaft des Deutsch-Französisches Gymnasiums bildete.
Die zweimal wöchentlich stattfindenden Treffen dienen als Plattform für kritische Diskussionen und politische Bildung sowie für die Anregung, Organisation und Koordination diverser Projekte, welche einheitlich ein offenes und multikulturelles Gymnasium anstreben.
Für das besondere Engagement von AGIR gegen Diskriminierung und Fremdenfeindlichkeit wurde das Deutsch-Französische Gymnasium schließlich im Juni 2016 mit dem Titel Schule ohne Rassismus – Schule mit Courage ausgezeichnet.

## Kooperationen und Wettbewerbe
- Die UNICEF-AG plant, unterstützt von der UNICEF verschiedene Hilfsprojekte, unter anderem den DFG-Schülerlauf (Spendenmarathon für UNICEF)
- Seit 2010 können an der Schule die sogenannten Cambridge Certificates of Proficiency in English erworben werden. Für die Durchführung der Prüfungen ist die Volkshochschule Saarbrücken verantwortlich.
- Comenius-Projekt[16]

Die Schule nimmt an folgenden Wettbewerben teil:
- Bundeswettbewerb Fremdsprachen
- Bundeswettbewerb Mathematik
- Känguru der Mathematik
- Mathematik ohne Grenzen
- DFG-Olympiade (Schulolympiade mit den beiden anderen DFGs)

## Preise und Auszeichnungen
- 2019: Axel-Buchholz-Preis für journalistischen Schülernachwuchs des Saarlandes (Online-Magazin camaeleon.org)[17]
- 2018: Medienwettbewerb DigiSAAR 17/18 der Landesmedienanstalt Saarland und des saarländischen Ministeriums für Bildung und Kultur (Online-Magazin camaeleon.org)[18]
- 2018: Axel-Buchholz-Preis für journalistischen Schülernachwuchs des Saarlandes (Online-Magazin camaeleon.org)[19]
- 2017: Axel-Buchholz-Preis für journalistischen Schülernachwuchs des Saarlandes (Print-Bereich)
- 2016: Axel-Buchholz-Preis für journalistischen Schülernachwuchs des Saarlandes (Online-Magazin camaeleon.org)
- 2015: Axel-Buchholz-Preis für journalistischen Schülernachwuchs des Saarlandes (Print-Bereich)
- 2015: Junior-Botschafter des Jahres der UNICEF (Spendenlauf „Wir laufen für UNICEF“)
- 2012: SALU 2. Preis für die „Camäléon-AG“, online-Schülermagazin[20]
- 2011: „eTwinnig Qualitätssiegel“ des Vereins Schulen ans Netz (Weather export)
- 2009: Europa-Filmpreis (Digitalfilm-Wettbewerb des Goethe-Instituts und des Institut français)

## Bekannte Schüler
- Jan Benedyczuk (* 1974), Politiker
- Brigitte Degler-Spengler (1941–2015), Historikerin
- Youssoufa Maïga (* 1943), General, Politiker und Diplomat
- Charlotte Maihoff (* 1982), Journalistin und Fernsehmoderatorin
- Oliver Luksic (* 1982), Politiker und MdB
- Reso (* 1975), Graffiti-Writing-Künstler, Galerist und Lehrer
- Claudia Willger (* 1961), Politikerin und Rechtsanwältin